# OpenAI Five
OpenAI Five, är namnet på ett maskininlärningsprojekt som fungerar som ett team av datorspel botar som spelar mot mänskliga spelare i det konkurrenskraftiga fem-mot-fem-videospelet Dota 2. Systemet har utvecklats av OpenAI, en amerikansk forskning inom artificiell intelligens (AI) och utvecklingsföretag grundat med uppdraget att utveckla säker AI på ett sätt som gynnar mänskligheten. OpenAI Fives första offentliga framträdande inträffade 2017, där det demonstrerades i en direktsänd en-mot-en-match mot en professionell spelare i spelet känd som Dendi, som förlorade mot det. Följande år hade systemet avancerat till den grad att det presterade som ett helt lag på fem, och började spela mot och visa förmågan att besegra professionella lag.
Företaget använder Dota 2 som ett experiment för generellt tillämpad maskininlärning för att fånga den verkliga världens oförutsägbarhet och kontinuerliga karaktär. Teamet uppgav att spelets komplexa karaktär och dess starka beroende av att behöva arbeta tillsammans som ett lag för att vinna var en viktig anledning till att det valdes specifikt. Algoritmerna som använts för projektet har även tillämpats på andra system, som att styra en robothand. Projektet har också jämförts med ett antal andra liknande fall av AI som spelar mot och besegrat människor, som Watson i tv-spelet Jeopardy!, Deep Blue i schack och AlphaGo i brädspelet Go.